# 크로아티아 U-15 축구 국가대표팀
크로아티아 U-15 축구 국가대표팀(크로아티아어: Hrvatska nogometna reprezentacija za igrače do 15 godina starosti)은 크로아티아를 대표하는 15세 이하의 축구 국가대표팀으로, 크로아티아의 축구 관리 기관인 크로아티아 축구 연맹의 관리를 받는다.